# Відкритий чемпіонат Японії з тенісу 1997
Відкритий чемпіонат Японії з тенісу 1997 — тенісний турнір, що проходив на відкритих кортах з твердим покриттям Ariake Coliseum у Токіо (Японія). Належав до серії Campionship в рамках Туру ATP 1997, а також до серії Tier III в рамках Туру WTA 1997. Тривав з 14 до 21 квітня 1997 року. Ріхард Крайчек і Ай Суґіяма здобули титул в одиночному розряді.

## Фінальна частина

### Одиночний розряд, чоловіки
Ріхард Крайчек —  Ліонель Ру 6–2, 3–6, 6–1
- Для Крайчека це був 2-й титул за сезон і 15-й - за кар'єру.

### Одиночний розряд, жінки
Ай Суґіяма —  Емі Фрейзер 4–6, 6–4, 6–4
- Для Суґіями це був 1-й титул за рік і 4-й — за кар'єру.

### Парний розряд, чоловіки
Мартін Дамм /  Даніель Вацек —  Джастін Гімелстоб /  Патрік Рафтер 2–6, 6–2, 7–6
- Для Дамма це був 2-й титул за сезон і 10-й - за кар'єру. Для Вацека це був 2-й титул за сезон і 16-й - за кар'єру.

### Парний розряд, жінки
Алексія Дешом-Баллере /  Хіракі Ріка —  Керрі-Енн Г'юз /  Коріна Мораріу 6–4, 6–2
- Для Дешом-Баллере це був єдиний титул за сезон і 6-й — за кар'єру. Для Хіракі це був 2-й титул за сезон і 5-й — за кар'єру.